# Murinae
Cet article possède un paronyme, voir Murina.
Sous-famille
Les Murinés (Murinae) sont une sous-famille de la famille des Muridés. Ce groupe de Rongeurs comprend de très nombreux genres représentant les souris et rats de l'« Ancien Monde ».

## Liste des genres
Selon NCBI (1 oct. 2011) :
- genre Abeomelomys
- genre Aethomys
- genre Anisomys
- genre Apodemus
  - non-classé Sylvaemus group
- genre Apomys
- genre Archboldomys
- genre Arvicanthis
- genre Bandicota
- genre Batomys
- genre Berylmys
- genre Bullimus
- genre Bunomys
- genre Carpomys
- genre Chiromyscus
- genre Chiropodomys
- genre Chiruromys
- genre Chrotomys
- genre Coccymys
- genre Colomys
- genre Conilurus
- genre Crateromys
- genre Cremnomys
- genre Crossomys
- genre Crunomys
- genre Dacnomys
- genre Dasymys
- genre Desmomys
- genre Diplothrix
- genre Golunda
- genre Grammomys
- genre Heimyscus
- genre Hybomys
- genre Hydromys
- genre Hylomyscus
- genre Hyomys
- genre Leggadina
- genre Lemniscomys
- genre Leopoldamys
- genre Leporillus
- genre Leptomys
- genre Limnomys
- genre Lorentzimys
- genre Macruromys
- genre Malacomys
- genre Mallomys
- genre Mammelomys
- genre Mastacomys
- genre Mastomys
- genre Maxomys
- genre Melasmothrix
- genre Melomys
- genre Mesembriomys
- genre Micaelamys
- genre Micromys
- genre Millardia
- genre Mus
- genre Mylomys
- genre Myomys
- genre Myomyscus
- genre Myotomys
- genre Nesokia
- genre Niviventer
- genre Notomys
- genre Oenomys
- genre Otomys
- genre Parahydromys
- genre Paramelomys
- genre Parotomys
- genre Paruromys
- genre Pelomys
- genre Phloeomys
- genre Pogonomelomys
- genre Pogonomys
- genre Praomys
- genre Pseudohydromys
- genre Pseudomys
- genre Rattus
- genre Rhabdomys
- genre Rhynchomys
- genre Solomys
- genre Stenocephalemys
- genre Stochomys
- genre Sundamys
- genre Tarsomys
- genre Thallomys
- genre Tokudaia
- genre Uromys
- genre Vandeleuria
- genre Xeromys
- genre Zelotomys
- genre Zyzomys

Selon ITIS (1 oct. 2011) :
- genre Abditomys Musser, 1982
- genre Acomys I. Geoffroy, 1838
- genre Aethomys Thomas, 1915
- genre Anisomys Thomas, 1904
- genre Anonymomys Musser, 1981
- genre Apodemus Kaup, 1829
- genre Apomys Mearns, 1905
- genre Archboldomys Musser, 1982
- genre Arvicanthis Lesson, 1842
- genre Bandicota Gray, 1873
- genre Batomys Thomas, 1895
- genre Berylmys Ellerman, 1947
- genre Bullimus Mearns, 1905
- genre Bunomys Thomas, 1910
- genre Canariomys Crusafont-Pairo & Petter, 1964
- genre Carpomys Thomas, 1895
- genre Celaenomys Thomas, 1898
- genre Chiromyscus Thomas, 1925
- genre Chiropodomys Peters, 1869
- genre Chiruromys Thomas, 1888
- genre Chrotomys Thomas, 1895
- genre Coccymys Menzies, 1990
- genre Colomys Thomas & Wroughton, 1907
- genre Conilurus Ogilby, 1838
- genre Coryphomys Schaub, 1937
- genre Crateromys Thomas, 1895
- genre Cremnomys Wroughton, 1912
- genre Crossomys Thomas, 1907
- genre Crunomys Thomas, 1897
- genre Dacnomys Thomas, 1916
- genre Dasymys Peters, 1875
- genre Dephomys Thomas, 1926
- genre Desmomys Thomas, 1910
- genre Diomys Thomas, 1917
- genre Diplothrix Thomas, 1916
- genre Echiothrix Gray, 1867
- genre Eropeplus Miller & Hollister, 1921
- genre Golunda Gray, 1837
- genre Grammomys Thomas, 1915
- genre Hadromys Thomas, 1911
- genre Haeromys Thomas, 1911
- genre Hapalomys Blyth, 1859
- genre Heimyscus Misonne, 1969
- genre Hybomys Thomas, 1910
- genre Hydromys E. Geoffroy, 1804
- genre Hylomyscus Thomas, 1926
- genre Hyomys Thomas, 1904
- genre Kadarsanomys Musser, 1981
- genre Komodomys Musser & Boeadi, 1980
- genre Lamottemys Petter, 1986
- genre Leggadina Thomas, 1910
- genre Lemniscomys Trouessart, 1881
- genre Lenomys Thomas, 1898
- genre Lenothrix Miller, 1903
- genre Leopoldamys Ellerman, 1947
- genre Leporillus Thomas, 1906
- genre Leptomys Thomas, 1897
- genre Limnomys Mearns, 1905
- genre Lophuromys Peters, 1874
- genre Lorentzimys Jentink, 1911
- genre Macruromys Stein, 1933
- genre Malacomys Milne-Edwards, 1877
- genre Mallomys Thomas, 1898
- genre Malpaisomys Hutterer, Lopez-Martinez, & Michaux, 1988
- genre Margaretamys Musser, 1981
- genre Mastomys Thomas, 1915
- genre Maxomys Sody, 1936
- genre Mayermys Laurie & Hill, 1954
- genre Melasmothrix Miller & Hollister, 1921
- genre Melomys Thomas, 1922
- genre Mesembriomys Palmer, 1906
- genre Microhydromys Tate & Archbold, 1941
- genre Micromys Dehne, 1841
- genre Millardia Thomas, 1911
- genre Muriculus Thomas, 1903
- genre Mus Linnaeus, 1758
- genre Mylomys Thomas, 1906
- genre Myomys Thomas, 1915
- genre Neohydromys Laurie, 1952
- genre Nesokia Gray, 1842
- genre Niviventer Marshall, 1976
- genre Notomys Lesson, 1842
- genre Oenomys Thomas, 1904
- genre Palawanomys Musser & Newcomb, 1983
- genre Papagomys Sody, 1941
- genre Parahydromys Poche, 1906
- genre Paraleptomys Tate & Archbold, 1941
- genre Paruromys Ellerman, 1954
- genre Paulamys Musser, 1986
- genre Pelomys Peters, 1852
- genre Phloeomys Waterhouse, 1839
- genre Pithecheir F. G. Cuvier, 1833
- genre Pogonomelomys Ruemmler, 1936
- genre Pogonomys Milne-Edwards, 1877
- genre Praomys Thomas, 1915
- genre Pseudohydromys Ruemmler, 1934
- genre Pseudomys Gray, 1832
- genre Rattus G. Fischer, 1803
- genre Rhabdomys Thomas, 1916
- genre Rhynchomys Thomas, 1895
- genre Solomys Thomas, 1922
- genre Spelaeomys Hooijer, 1957
- genre Srilankamys Musser, 1981
- genre Stenocephalemys Frick, 1914
- genre Stenomys Thomas, 1910
- genre Stochomys Thomas, 1926
- genre Sundamys Musser & Newcomb, 1983
- genre Taeromys Sody, 1941
- genre Tarsomys Mearns, 1905
- genre Tateomys Musser, 1969
- genre Thallomys Thomas, 1920
- genre Thamnomys Thomas, 1907
- genre Tokudaia Kuroda, 1943
- genre Tryphomys Miller, 1910
- genre Uranomys Dollman, 1909
- genre Uromys Peters, 1867
- genre Vandeleuria Gray, 1842
- genre Vernaya Anthony, 1941
- genre Xenuromys Tate & Archbold, 1941
- genre Xeromys Thomas, 1889
- genre Zelotomys Osgood, 1910
- genre Zyzomys Thomas, 1909

Selon Paleobiology Database (1 oct. 2011) :
- genre Leopoldamys
- genre Maxomys
- genre Melomys
- genre Mus
- genre Myomys
- genre Niviventer
- Otomyini
- genre Potwarmus
- genre Rattus
- genre Sundamys

## Noms vernaculaires et noms scientifiques correspondants
Liste alphabétique des noms vernaculaires attestés[réf. nécessaire] en français.

Les classifications évoluant encore, certains noms scientifiques ont peut-être un autre synonyme valide.
- Mulot  - genre Apodemus, au sens strict du terme
- Rat des acacias - genre Thallomys
- Rat géant à queue nue - genre Uromys
- rats des Philippines - genres Carpomys et Chrotomys et Crunomys
- Rat-musaraigne - Celaenomys silaceus
- rats à queue préhensile - genre Chiruromys
- rats de Nouvelle-Guinée - genre Coccymys et Hyomys
- rats des nuages - genre Crateromys
- rats indiens - genre Cremnomys
- Rat de Nouvelle-Guinée - Crossomys moncktoni